# Rukum (dystrykt)

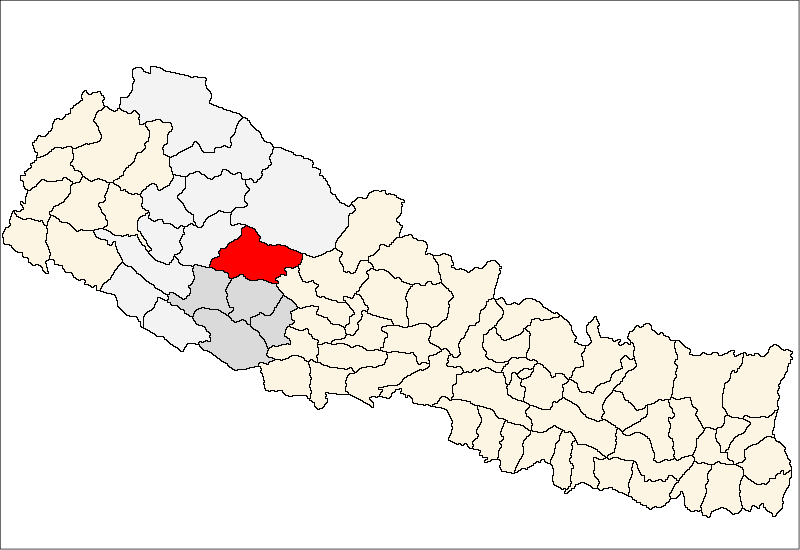
Dystrykt Rukum

Dystrykt Rukum (nep. रुकुम) – jeden z siedemdziesięciu pięciu dystryktów Nepalu. Leży w strefie Rapti. Dystrykt ten zajmuje powierzchnię 2877 km², w 2001 r. zamieszkiwało go 188 438 ludzi. Stolicą jest Musikot.